# Iodeto de lítio
Iodeto de Lítio, ou LiI, é um composto químico de lítio e iodo. Quando exposto ao ar, ele torna-se amarelo, pela liberação de iodo.

## Propriedades
O trihidrato mostra um ponto de fusão de 72 °C e uma densidade por 3,5 g·cm−3. Aquecido, perde duas moléculas de água de cristalização a 80 °C e a 300 °C uma molécula de água de cristalização. O iodeto de lítio é bastante solúvel na água (500 g de LiI por litro de água).

## Obtenção
A obtenção do iodeto de lítio é realizada pela conversão em via aquosa de hidróxido de lítio, ou também carbonato de lítio, em solução aquosa de iodo e posteriores processos de concentração e secagem.
LiOH + HI → LiI + H2O

Li2CO3 + 2 HI → 2 LiI + H2O + CO2↑
Iodeto de lítio isento de água pode ser obtido da reação do hidreto de lítio com o iodo em éter dietílico anidro.
LiH + I2 → LiI + HI

## Aplicações
Iodeto de lítio é usado como um eletrólito para baterias de uso em alta temperatura. É também usado para baterias que requeiram longa vida, como por exemplo, por marcapassos artificiais. O sólido é usado como um fosforescente para detecção de nêutrons.